# Tōjō Gimon

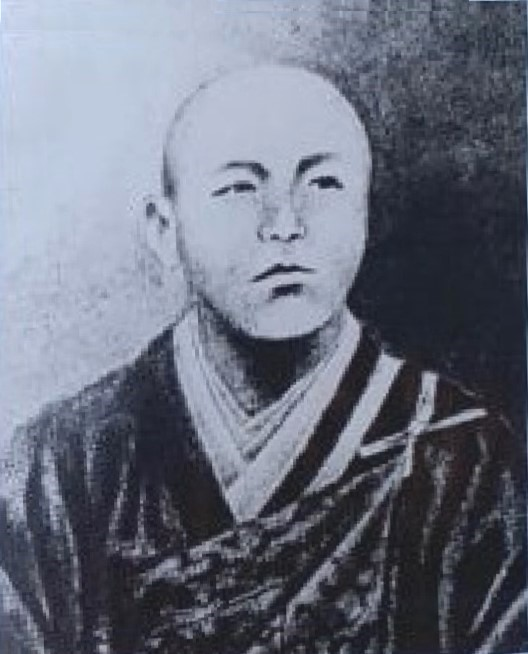
Tōjō Gimon

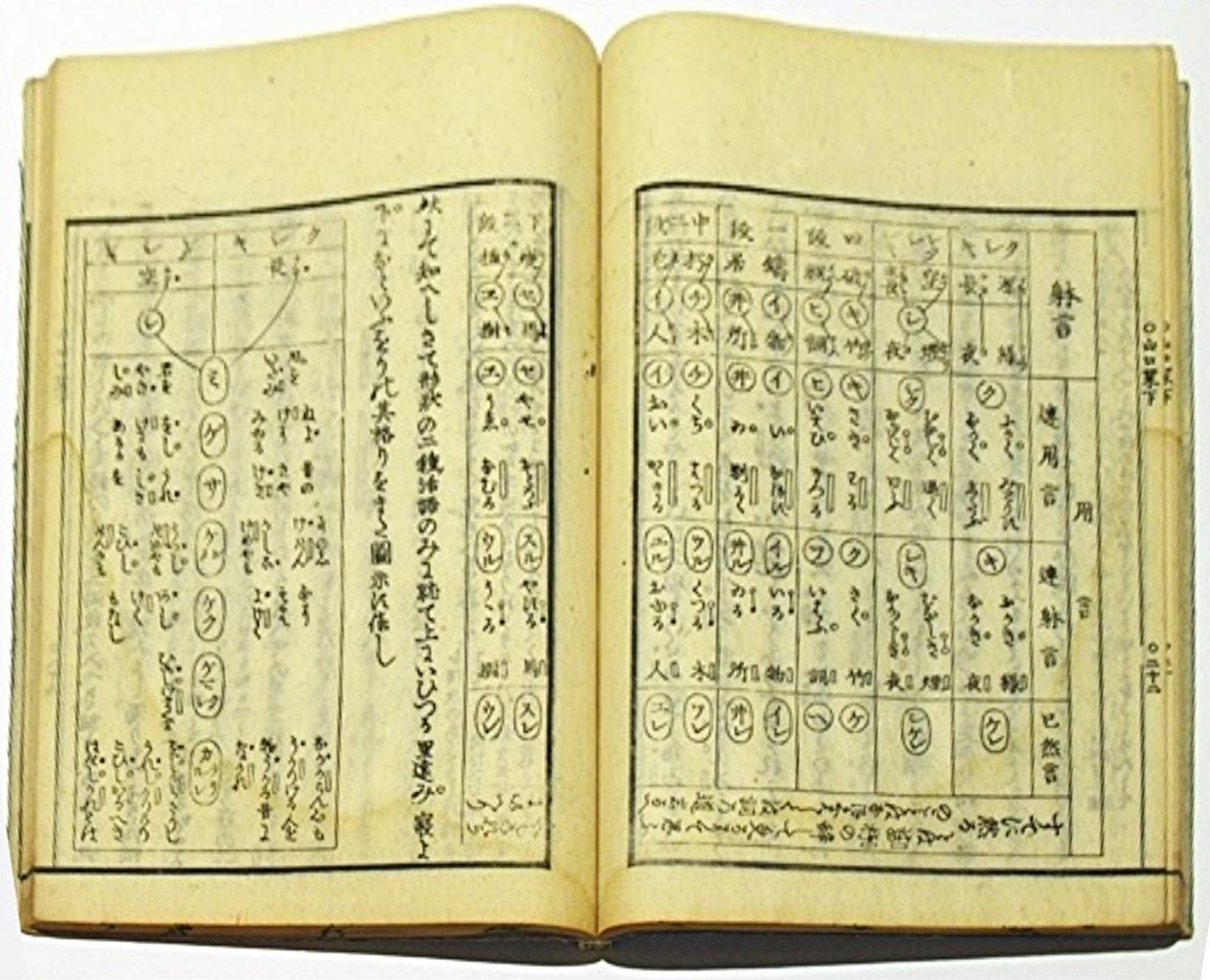
Lehrbuchseite aus „Yamaguchi no Shiori“

Tōjō Gimon (japanisch 東条 義門, Künstlername; Hakusetsurō (白雪楼); geboren 31. Juli 1786 in Obama (Provinz Wakasa); gestorben 8. September 1843) war ein Gelehrter des Japanischen, Vertreter der Nationallehre und ein Priester der Otani-Schule des Shinshū-Buddhismus.

## Leben und Wirken
Tōjō Gimon wurde als dritter Sohn von Denzui (伝瑞), dem Oberpriester des Tempels Myogen-ji (妙玄寺), in Obama geboren. Er wurde vorübergehend vom Tempel Ganzō-ji (願蔵寺) in Tanabe (田辺) adoptiert, aber 1807 wurde er Oberpriester des Myogen-ji, nachdem sein älterer Bruder Jitsuden (実伝) starb.
Tōjō nahm Unterricht in der Schule Takakura Gakuryō (高倉学寮) am Higashi Hongan-ji und lernte Dichtkunst von Fujii Takanao (藤井 高尚; 1764–1840). Er interessierte sich besonders für das Studium der japanischen Sprache von Motoori Norinaga (1730–1801) und dessen ältestem Sohn Haruniwa (1763–1828), überprüfte es mit viel Aufwand und versuchte, es zu revidieren.
Sein Werk „Tomokagami“ (友鏡) ist eine überarbeitete Version von Norinagas „Tenioha himokagami“ (てにをは紐鏡), das später in „Wago setsu ryakuzu“ (和語説略図) umbenannt und schließlich „Katsugo shinan“ (活語指南), etwa „Unterweisung in der Konjugation“, hieß. Nach Tōjō gibt es sechs Konjugationsformen von Prädikaten, einschließlich Adjektiven, für die er teils noch heute gültige Bezeichnungen einführte. Außerdem wird in seinem Werk „Namashina“ (男信) die frühere Unterscheidung zwischen silbenschließendem -n und -m in sinojapanischen Zeichenlesungen herausgearbeitet. Er korrigierte Norinagas Ansicht, indem er darauf hinwies, dass dies in alten japanischen Schreibweisen von Ortsnamen zu finden ist. In „Yamaguchi no Shiori“ (山口栞) befasste er sich mit der Schreibweise alter Wörter.